# アルバート・シムズ
アルバート・ガラティン・シムズ（英語: Albert Gallatin Simms、1882年10月8日-1964年12月29日）は、アメリカ合衆国の政治家。連邦下院議員を1期務めた。妻は下院議員のルース・ハンナ・マコーミック（イリノイ州選出）。

## 概要
1882年10月8日、シムズはアーカンソー州ヘンプステッド郡ワシントンで生まれる。アーカンソー大学フェイエットビル校に入学。1906年にメキシコのモンテレイに移住し、会計士として働いていたが、1912年に入ってニューメキシコ州シルヴァーシティに移った。1915年に弁護士資格を取得すると、1919年までニューメキシコ州アルバカーキで弁護士として開業した。
1920年代前半にかけて、アルバカーキ市議会議員（1920年-1922年）、ベルナリオ郡郡政委員（1920年-1922年）といった公職を務めたほか、実業家として銀行の頭取や抵当会社の社長なども務めた。その後、1925年から1927年までニューメキシコ州下院議員を務めたあと、1928年に連邦下院議員選挙に立候補して当選。1930年の選挙では落選したが、1931年に現職下院議員のルース・ハンナ・マコーミックと結婚した。
シムズと妻ルースは共に1930年の選挙に落選したため、ニューメキシコで農場経営を開始した。1964年にニューメキシコ州アルバカーキで亡くなり、フェアビュー・パーク・セメタリーに埋葬された。